# Чапкович, Ян
Ян Чапкович (чеш. Ján Čapkovič; род. 11 января 1948, Братислава) — чехословацкий футболист, игравший на позиции нападающего.
Выступал за клубы «Слован» и «Интер» (Братислава), а также национальную сборную Чехословакии, в составе которой был участником чемпионата мира 1970 года.

## Клубная карьера
Во взрослом футболе дебютировал в 1966 году выступлениями за клуб «Слован» из родного города Братислава, где провёл следующие одиннадцать сезонов своей игровой карьеры. Это время пришлось на расцвет клуба, и Ян вместе с клубом, трижды выиграл титул чемпиона Чехословакии (1970, 1974 и 1975), дважды становился обладателем Кубка Чехословакии (1968 и 1974), а также помог «Словану» добиться наивысшего достижения в истории — выиграть Кубок обладателей кубков УЕФА в 1969 году, переиграв со счетом 3:2 в финале «Барселону». Чапкович забил победный третий гол финала Кубка УЕФА и был одним из главных бомбардиров команды этого периода, став в 1972 году с 19 голами лучшим бомбардиром чемпионата Чехословакии. Всего же за время выступлений он забил в высшем дивизионе страны ровно 100 голов в 285 играх.
В 1977 году перешёл в клуб «Интер» (Братислава), выступавший во втором, а затем и третьем дивизионе чемпионата Чехословакии, отыграл за клуб 6 сезонов. Завершил карьеру футболиста в 1983 году.

## Выступления за сборную
Дебютировал в составе олимпийской сборной в 1968 году, играл в ряде квалификационных матчей на Олимпийские игры 1968 года в Мексике, помог своей команде пройти крепкую сборную СССР и квалифицироваться на турнир. Впрочем, в финальном турнире Чапкович участия не принял.
25 сентября 1968 года дебютировал в официальных играх в составе национальной сборной Чехословакии в матче отбора на чемпионат мира 1970 против сборной Дании (3:0). В итоге чехословаки сумели преодолеть отбор и Ян проехал с командой на чемпионат мира 1970 года в Мексику, где сыграл лишь в одном матче против англичан (0:1), а сборная проиграла все три матча и не вышла из группы.
В дальнейшем играл с командой в отборочных турнирах на Евро-1972 и чемпионат мира 1974 года, куда Чехословакия пробиться не сумела. Последний матч за сборную провёл 20 декабря 1974 года против сборной Ирана (1:0). Всего в течение карьеры в национальной сборной, длившейся 7 лет, провёл в форме главной команды страны 20 матчей, забив 6 голов.

## Титулы и достижения
«Слован»
- Чемпион Чехословакии (3): 1969/70, 1973/74, 1974/75
- Обладатель Кубка Чехословакии (2): 1967/68, 1973/74
- Обладатель Кубка Кубков УЕФА: 1968/69

## Личная жизнь
Имеет брата-близнеца Йозефа, который также стал футболистом и выступал за сборную, выиграв чемпионат Европы 1976 года. Впрочем, братья так и не сыграли вместе ни одной игры за национальную сборную.